# SD Beasain
SD Beasain is een Spaanse voetbalclub uit Beasain die uitkomt in de Tercera Federación. De club werd in 1905 opgericht.

## Bekende (ex-)trainers
- Miguel Ángel Alonso

CD Anaitasuna ·
CD Ariznabarra ·
CD Aurrera Ondorroa ·
SD Balmaseda FC ·
CD Baskonia · 
SD Beasain ·
SD Deusto ·
SCD Durango ·
Gernika Club ·
CD Lagun Onak ·
Pasaia Kirol Elkartea ·
Real Sociedad C ·
CD San Ignacio ·
CD Santurtzi · 
Santutxu FC ·
Sestao RC ·
Sodupe UC ·
JD Somorrostro ·
Tolosa CF ·
Urduliz FT ·
Urgatzi KE ·
CD Vitoria